# 克索瓦戈拉
克索瓦戈拉（羅馬化：Kesova Gora）是俄罗斯特维尔州的市级镇，为该州克索瓦戈拉区行政中心及规模最大聚居地，也是该区唯一的一座市级镇。地处特维尔州东部，位于伏尔加河流域卡申卡河畔，在州府特维尔东北方，附近城市有别热茨克和卡申。镇内设有同名铁路车站，位于卡利亚津－松科沃线上。
1238年首见于文献，1975年设市级镇。该地2022年人口有3,551人；2010年人口3,877；2002年人口4,076；1989年人口4,208。